# Nina Franke
Nina Franke (* 14. März 2002 in Nijmegen) ist eine niederländische Leichtathletin, die sich auf den Sprint spezialisiert hat. 2025 wurde sie mit der niederländischen 4-mal-400-Meter-Staffel in Apeldoorn Halleneuropameisterin.

## Karriere
Erste internationale Erfahrungen sammelte Nina Franke im Jahr 2025, als sie bei den Halleneuropameisterschaften in Apeldoorn mit der niederländischen 4-mal-400-Meter-Staffel in 3:24,34 min gemeinsam mit Lieke Klaver, Cathelijn Peeters und Femke Bol die Goldmedaille gewann und damit einen neuen Meisterschafts- und Landesrekord aufstellte.

## Persönliche Bestleistungen
- 400 Meter: 53,93 s, 19. Mai 2024 in Den Haag
  - 400 Meter (Halle): 52,38 s, 23. Februar 2025 in Apeldoorn